# کانال مخابراتی

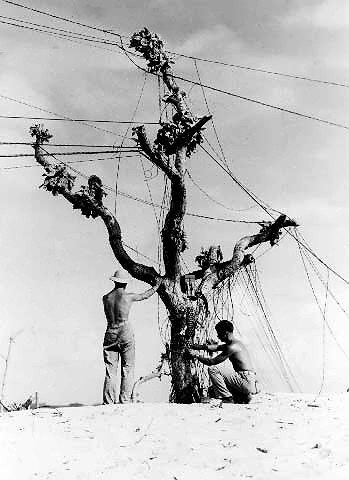
تصویری از خطوط تلفن قدیمی.

کانال مخابراتی (به انگلیسی: Communication channel) به محیطی (واسط، Medium) گفته می‌شود که از آن برای انتقال اطلاعات از فرستنده به گیرنده استفاده می‌شود. در ارتباطات راه دور و شبکه‌های رایانه‌ای، یک کانال ارتباطی (یا کانال)، به یک محیط انتقال فیزیکی مانند سیم یا کانال رادیویی، اشاره می‌کند.

## تداخل کانال مجاور (Adjacent Channel Interference)
اگر دو فرکانس حامل (Carrier Frequency) متوالی با فاصلهٔ کم (کانال‌های مجاور) به عنوان دو فرکانس TRX (ارسال) انتخاب شوند، آنگاه احتمال تداخل وجود دارد. این نوع تداخل را، تداخل کانال مجاور گویند.

## تداخل کانال‌های هم فرکانس
در استفادهٔ دوباره از فرکانس در مخابرات سلولی، اگر فاصله کافی بین سلول‌های هم فرکانس نباشد، تداخلی موسوم به تداخل کانال‌های هم فرکانس ایجاد می‌شود، که معیار اندازه‌گیری آن با C/I نمایش داده می‌شود (Carrier to Interference Ratio).
کاهش تداخل با استفاده از تکنیک‌های:
- پرش فرکانس (Frequency Hopping)
- کنترل توان
- VAD/DTX
- قطاع بندی آنتن ایستگاه پایه (Base Station's Antenna Sectorization)

صورت می‌گیرد.
انتشار امواج رادیویی در محیط به وسیله سه عامل زیر تحت تأثیر قرار می‌گیرد:
- افت مسیر (Path Loss)
- محوشوندگی بلند مدت (Long-Term Fading)
- محوشوندگی کوتاه مدت (Short-Term Fading)

### افت مسیر
افت مسیر حاصل افت ذاتی توان سیگنال و تأثیر محیط بر سیگنال می‌باشد. در طراحی یک سیستم افت مسیر را می‌توان از روی مدل‌های انتشار بدست آورد. از آنجایی که افت مسیر تحت تأثیر تعداد و موقعیت سلول‌ها است بنابراین محاسبه افت مسیر، باعث صرفه جویی در هزینه و زمان است.

### تلفات مسیر در محیط‌های رادیویی موبایل
در یک محیط انتشار رادیویی واقعی، افت مسیر را نمی‌توان به وسیله معادله فضای آزاد محاسبه کرد. به دلیل پیچیدگی محاسبات اتلاف مسیر در محیط‌های واقعی، مدل‌های انتشار مختلفی به وجود آمده‌است. مدل هاتا (Hata) و اکومورا (Okumura) و گسترش COST-231,2-GHz سه نمونه از این مدل‌ها می‌باشد.

### اختلاف در کانال‌های رادیویی
ارتباط بین MS وBS در محیط سلولی به ندرت به شکل دید مستقیم (LOS) است، زیرا شرایطی مثل موانع طبیعی و ساختمان‌ها مانع از این کار می‌شود. همچنین MS می‌تواند در جهت مختلف وبا سرعت‌های متفاوت حرکت کند. در نتیجه سیگنال RF به وسیله عواملی مثل انعکاس پراکنده می‌شود. در نتیجه باعث می‌شود سیگنال فرستاده شده توسط فرستنده در مسیرهای دید غیرمستقیم (NLOS) به گیرنده برسد. این کار باعث نوسان‌های کوتاه مدت و بلند مدت در شدت سیگنال دریافتی (RSS) می‌شود و عاملی است که کارایی کانال را کاهش می‌دهد.

### فیدینگ بلندمدت
فیدینگ بلند مدت، میرایی و تضعیف سیگنال‌های RF به علت انسداد محیط است. معمولاً موقعیت و عوارض طبیعی زمین باعث این نوع از فیدینگ می‌شود ولی ساختمان‌ها و عوارض مصنوعی باعث فیدینگ کوتاه مدت می‌شود.

### توزیعLog-Normal
فیدینگ بلندمدت باعث می‌شود که شدت سیگنال دریافتی دارای توزیع Log-Normal باشد اگر این شدت سیگنال را در یک فاصله که حداقل ۴۰ است اندازه بگیریم. که طول موج برحسب متر است.
داده‌های آزمایشی باند MHZ ۸۵۰ نشان می‌دهد که واریانس درشهرها بین dB ۱۲–۸ است. درحالت کلی واریانس درمناطق شهری از مناطق روستایی بیشتر است و در شهرها هم هر چه ارتفاع ساختمان‌ها بیشتر باشد واریانس بیشتر است.
افت مسیر برای محیط‌های انتشار رادیویی موبایل واریانس در حدودdB ۱۲–۵ (دسی بل) دارد.

### فیدینگ کوتاه مدت
فیدینگ کوتاه مدت مجموع سیگنال‌های RF است که در گیرنده به هم می‌رسند، که این سیگنال‌ها درامتداد NLOS ,LOS انتشار یافته‌اند، و معمولاً ناشی از انعکاس می‌باشد. فیدینگ کوتاه مدت علاوه بر فیدینگ بلند مدت بر روی سیگنال اثر می‌گذارد. معمولاً تنها ساختمان‌ها و موانع مصنوعی سبب این نوع از فیدینگ می‌شود.

### توزیع رِیلی
فیدینگ کوتاه مدت باعث می‌شود که شدت سیگنال دریافت شده دارای توزیع رِیلی
باشد اگر که فقط جزء NLOS سیگنال RF وجود داشته باشد.
{\displaystyle p_{R}(r)={\frac {2r}{\Omega }}e^{-r^{2}/\Omega },\ r\geq {}0}
where {\displaystyle \Omega =E(R^{2})}.

### توزیع رایسیَن
فدینگ کوتاه مدت باعث می‌شود که شدت سیگنال دریافت شده دارای توزیع رایسین اگر که یک جزء قوی LOS سیگنال RF با چندین جزء NLOS سیگنال وجود داشته باشد. این نوع از توزیع بیشتر در نواحی روستایی و داخلی ساختمان‌ها دیده می‌شود.

## مدل کانال

### روش‌های آماری مدل کردن کانال
- این روش در مدل‌سازی کانال‌های رادیویی در محیط‌های شهری و خارج ساختمان استفاده می‌شود.

تا پیش از توسعهٔ پردازنده‌های با سرعت و حافظهٔ بالا (دههٔ اخیر)، روش‌های آماری تنها راه قابل قبول برای مدل کردن کانال‌های رادیویی بودند. در حال حاضر نیز این روش‌ها از اهمیت زیادی به خصوص در مدل‌سازی کانال‌های رادیویی در محیط‌های شهری و خارج ساختمان برخوردارند با این حال به علت عدم توانایی آن‌ها در تعیین پاسخ ضربه کانال بر حسب مکان در محیط‌های داخل ساختمان اکنون روش‌های معین (deterministic) برای مدل کردن کانال‌های داخل ساختمان اهمیت بیشتری یافته‌اند. روش‌های آماری برای بررسی کلی کارایی سیستم‌های مخابراتی مناسب هستند که برای طراحی سیستم‌های مخابراتی بسیار سودمند است، اما نمی‌توانند دقیقاً معین کنند که کارایی یک سیستم مخابراتی با دانستن شکل کانال و مکان فرستنده و گیرنده چه خواهد بود.
در روش‌های آماری مدل کردن کانال مشخصات آماری بعضی از مهم‌ترین پارامترهای سیگنال دریافتی در گیرنده بیان می‌شود. به عنوان مثال توزیع دامنهٔ سیگنال دریافتی از مهم‌ترین پارامترهایی است که مورد بررسی محققین قرار گرفته‌است. در این روش‌ها پس از تعداد زیادی آزمایش تجربی توزیع آماری پارامتر مورد اندازه‌گیری، سپس با توزیع‌های شناخته شده موجود یا توزیع‌هایی که با استفاده از محاسبات تئوری محتمل به نظر می‌رسند مقایسه شده و بهترین توزیع برای توصیف آن پارامتر انتخاب و معرفی می‌شود. با دانستن توزیع پارامترهای مهم می‌توان عملکرد سیستم‌های مخابراتی را بررسی کرد یا بهترین طراحی را برای محیط مورد آزمایش صورت داد.

### مدل پاسخ ضربه کانال
- یک روش مناسب برای بررسی مشخصات کانال‌های داخل ساختمان بررسی پاسخ ضربه آن است.

کانال پیچیده و متغیر با زمان داخل ساختمان را می‌توان مدل نمود. برای هر نقطه در فضا، کانال یک فیلتر خطی متغیر با زمان با پاسخ ضربه معادل باند پایه‌است.
زیرا کانال‌های فیدینگ را می‌توان با زمان و دامنه مؤلفه‌های چندمسیری آن به‌طور کامل مدل نمود [۲]. به‌طور کلی بعضی از مهم‌ترین مشخصه‌های کانال مانند تغییرات موقتی کانال، افت مسیر (path loss)، تأخیر اضافه میانگین (mean excess delay)، گسترش تأخیر rms (rms delay spread) و … را می‌توان با دانستن پاسخ ضربه بدست آورد. البته در بسیاری از موارد با استفاده از آزمایش‌های تجربی صورت پذیرفته در فرکانس‌های مختلف، مقدار عددی این مشخصه‌ها به‌طور مستقیم محاسبه شده‌است.

### پاسخ ضربه گسسته در زمان
- یک مدل مناسب برای مشخصه برداری کانال داخل ساختمان مدل پاسخ ضربه گسسته در زمان است. در این مدل محور زمان به بازه‌های کوچک زمانی به نامِ ‘bin’ تقسیم می‌شود. فرض می‌شود که هر bin یا حاوی یک مؤلفه چند مسیره‌است یا حاوی هیچ مؤلفه‌ای نیست و احتمال آنکه یک bin شامل بیش از یک مؤلفه باشد در نظر گرفته نمی‌شود.
- مقادیر عملی اندازة هر bin را قدرت تفکیک زمانیِ وسیلة اندازه‌گیری مشخص می‌کند، به نحویکه دو مسیری که در یک bin قرار گرفته‌اند توسط وسیله اندازه‌گیری قابل تفکیک نیستند. با استفاده از این مدل هر پاسخ ضربه را می‌توان با استفاده از دنباله‌ای از صفر و یک معین کرد. این دنباله را دنبالة معین‌کننده مسیر می‌نامند. در این دنباله هر «یک» نشانگر وجود یک مؤلفه در bin متناظر با آن و هر «صفر» نشانگر عدم وجود مؤلفه در bin متناظر با آن است. به هر «یک» دامنه و فاز مؤلفة متناظر با آن هم نسبت داده می‌شود. حسن این روش آن است که عمل شبیه‌سازی را بسیار آسان می‌کند. به علاوه تجزیه و تحلیل کارایی نیز با یک مدل گسسته در مقایسه با یک مدل پیوسته آسان‌تر است.

کاهش به مدل باند باریک از مدل ضربه
وقتی یک سینوسی ساده با دامنة ثابت (مدوله نشده) در محیط چند مسیری ارسال می‌شود یک گیرندة در حال حرکت به دلیل جمع برداری مؤلفه‌های چند مسیری یک سینوسی با تغییرات دامنه شدید را مشاهده می‌کند.
- مدلی برای پاشیدگی چند مسیری

امواج اصلی معمولاً شامل ۱-اشعة دید مستقیم (LOS) و چند ۲-اشعه انعکاسی یا ۳-پراکنده شده توسط سازه‌های اصلی موجود مانند دیوارهای خارجی، زمین، سقف، کمدهای فلزی و… می‌شود.
سیگنال ارسالی توسط ایستگاه پایه توسط یک یا چند موج اصلی به گیرنده‌های سیار رادیویی می‌رسد. اشعه‌های اصلی بر حسب مکان گیرنده تصادفی هستند. این اشعه‌ها در حوزة فضایی واحد سیار به دلیل پراکندگی ناشی از اثاثیه و دیگر اشیاء می‌شکنند. نتیجه این خواهد بود که مسیرهای ناشی از هر مسیر اصلی که با تأخیرهای تقریباً مشابه به گیرنده می‌رسند تضعیف‌های تقریباً مشابه اشعه‌های اصلی بر حسب مکان گیرنده تصادفی هستند.
1. line of sight
2. reflected
3. scattered

این اشعه‌ها در حوزة فضایی واحد سیار به دلیل پراکندگی ناشی از اثاثیه و دیگر اشیاء می‌شکنند. نتیجه این خواهد بود که مسیرهای ناشی از هر مسیر اصلی که با تأخیرهای تقریباً مشابه به گیرنده می‌رسند تضعیف‌های تقریباً مشابه دیده‌اند، ولی به دلیل طی مسیرهای مختلف فاز آن‌ها متفاوت خواهد بود. واحد سیار جمع دامنة این مسیرها را که یک متغیر تصادفی است دریافت می‌کند.

### مشخصه‌سازی مدل پاسخ ضربه
توزیع دنبالة زمانی رسیدن مؤلفه‌ها
در اینجا چندین فرایند نقطه‌ای نامزد مورد بررسی قرار می‌گیرند:
1. مدل پواسن استاندارد: چنین فرایندی در عمل هنگامی‌رخ می‌دهد که رخدادهای مشخصی به‌طور کاملاً تصادفی در زمان رخ می‌دهند. در مدل داخل ساختمان اگر موانعی که باعث فیدینگ چند مسیره می‌شوند به‌طور کاملاً تصادفی قرار گرفته باشند فرض پواسن باید برای توصیف زمان رسیدن مؤلفه‌ها کافی باشد.
2. مدل پواسن تصحیح شده: این مدل که نخستین بار توسط تورین و همکاران برای توصیف دنبالة زمان رسیدن در کانال موبایل پیشنهاد شد و توسط سوزوکی به خوبی بهبود یافت. این مدل خاصیت خوشه‌ای بودن مؤلفه‌ها ناشی از گروهی بودن پراکنده کنندگان را در نظر می‌گیرد. این فرایند دو حالت دارد: حالت-۱: که در آن نرخ میانگین رسیدن مسیرهااست، و حالت–۲: که در آن نرخ میانگین رسیدن مؤلفه‌هااست.
3. پواسن تصحیح شده – فاصله‌های زمانی غیر نمایی:اگر فاصله زمانی بین دو مؤلفه را نمایی بگیریم، فرایند بدست آمده پواسن خواهد بود و در غیر این صورت توزیع‌های دیگری بدست خواهد آمد.
4. مدل صالح و والنزوئلا: یکی از مهم‌ترین روش‌های استفاده شده برای مدل کردن کانال‌های داخل ساختمان مدل صالح و والنزوئلا می‌باشد. این مدل با نام مدل خوشه‌ای نیمن -اسکات نیز خوانده شده‌است و اولین بار نسخة دو بعدی آن در کیهان‌شناسی برای مطالعة توزیع کهکشان‌ها استفاده شده‌است. این فرایند دارای مراکز خوشه‌ای است که از توزیع پواسن پیروی می‌کنند. به علاوه عناصر هر خوشه نیز دارای توزیع پواسن هستند.

### توزیع دامنه مؤلفه‌ها
در این قسمت توزیع دامنه مؤلفه‌ها بررسی می‌شود. در یک محیط چند مسیری اگر تفاوت تأخیر زمانی تعدادی از مؤلفه‌ها بسیار کمتر از معکوس پهنای باند سیگنال باشد این مؤلفه‌ها را نمی‌توان به صورت پالس‌های مجزا تفکیک کرد. این زیر مؤلفه‌های غیرقابل تفکیک به صورت برداری (با توجه به قدرت و فازشان) جمع می‌شوند و دامنه مجموع آن‌ها مشاهده می‌شود؛ بنابراین مقدار دامنه یک متغیر تصادفی است.

### توزیع ناکاگامی
این توزیع که به توزیع نیز معروف است بسیاری از توزیع‌های دیگر را به عنوان حالت خاص شامل می‌شود. با این حال به میزان کمتری مورد توجه قرار گرفته‌است.
در حالت فیدینگ رایلی فرض شده بود که طول بردارهای مؤلفه‌های رسیده برابر و فاز آن‌ها تصادفی است. در یک مدل واقعی‌تر که توسط ناکاگامی پیشنهاد شد، تصادفی بودن طول بردارهای مؤلفه‌های رسیده نیز مد نظر قرار گرفت.
مدل کردن کانال با استفاده از روش‌های فرکانسی یا Super-Resolution
به‌طور کلی روش‌های Autoregressive :AR برای مدل نمودن فرایندهای تصادفی استفاده می‌شوند. در این
مدل‌ها فرض می‌شود که فرایند اتفاقی حاصلِ عبور یک نویز سفید از یک کانال تمام قطب می‌باشد.
در مدل کردن کانال به روش AR فرض می‌شود که نمونه‌های مشاهده شده فرایندْ خروجیِ یک فیلتر
خطی با تابع انتقال خاص خود هستند، که با سیگنال نویز تحریک شده‌است. فیلتر فوق را می‌توان باP قطب در صفحة مختلطZ نیز نمایش داد.
در مدل ARِ زمانی قطبِ نزدیک به دایرة واحد (درنمودار مکان قطب‌ها) نشانگر توان قابل توجه در فرکانس مربوط به زاویة آن قطب است. در کاربرد ARِ فرکانسی، قطب نزدیک به دایرة واحد نشانگر توان قابل توجه در زمان مربوط به زاویة آن قطب است.
یک مدل ۲ قطبی برای نشان دادن کانال رادیویی داخل ساختمان کافی است.
توزیع فاز مؤلفه‌ها
کارایی سیستم‌های مخابراتی داخل ساختمان به خواص آماری دنبالة فاز مؤلفه‌ها بستگی دارد. با این حال به دلیل سختی اندازه‌گیری جداگانة فاز مؤلفه‌ها تاکنون هیچ مدل تجربی برای توزیع فاز مؤلفه‌ها بدست نیامده‌است.
فاز سیگنال به شدت به طول مسیر حساس است و با تغییر طول مسیر به اندازة طول موج سیگنال (۳۰ سانتی‌متر در یک گیگاهرتز) به میزان تغییر می‌کند. با در نظر گرفتن هندسة مسیر موج، تغییرات معمول واحد سیار در مکان باعث تغییرات بزرگی در فاز می‌شود؛ بنابراین معقول است که توزیع فاز را یک توزیع یکنواخت روی در نظر بگیریم. با این حال در تغییرات مکانی کوچک ممکن است انحرافات جدی از توزیع یکنواخت پیش اید. به علاوه، اگر پاسخ کانال در نرخ سمبولینگ (چند ده تا چند صد کیلو بیت بر ثانیه) نمونه برداری شود مقادیر فاز به شدت همبسته هستند؛ بنابراین مقادیر فاز در یک تأخیر ثابت برای یک مکان مشخص همبسته هستند. اما مؤلفه‌های چند مسیره قابل آشکارسازی مجاور دارای فازهای مستقل اند، زیرا فاصلة اضافة آن‌ها (تأخیر اضافه ضربدر سرعت نور) بزرگتر از یک طول موج حتی برای اندازه‌گیری‌های با قدرت تفکیک بسیار بالا (در حد چند نانو ثانیه) می‌باشد. با توجه به ملاحظات فوق می‌توان گفت که مقدار مطلق فاز مؤلفه چند مسیره در هر نقطة ثابت در فضا اهمیت ندارد بلکه تأکید مدل‌سازی باید بر تغییرات فاز هنگام تغییر مکان واحد سیار در کانال قرار گیرد.

## وابستگی ما بین متغیرهای تصادفی مختلف مؤلفه‌ها
محتمل است که مؤلفه‌های مجاور در یک پروفایل همبسته باشند. با این حال به غیر از موارد استثنایی که در زیر به آن‌ها اشاره می‌شود وجود و درجة این نوع همبستگی تاکنون بررسی نشده‌است. خاصیت همبستگی بین زمان‌های رسیدن در صورت وجود به دلیل خاصیت گروهی بودن سازه‌ها در محل آزمایش است. مدل که قبلاً توضیح داده شد، مثالی از یک مدل است که زمان‌های رسیدن در آن وابسته هستند. از آنجائیکه پژواک هر مؤلفه با گذشت زمان بیشتر تضعیف می‌گردد احتمال آشکارسازی و دریافت مؤلفة ناشی از پژواک با افزایش تأخیر اضافه کاهش می‌یابد.
در اندازه‌گیری‌هایی که با قدرت تفکیک بالا انجام می‌شود، احتمال آنکه دامنة مؤلفه‌های مجاور چند مسیره با هم همبسته باشند می‌رود زیرا اشیاء پراکنده‌کننده این مسیرها احتمالاً یکی هستند. آنالیز داده‌هایی که از محیط‌های کارخانه‌ای جمع‌آوری شده‌است نشان داده که همبستگی مؤلفه LOS با مؤلفه‌های مجاور آن ناچیز است. به‌طور دقیق‌تر دامنه مؤلفه LOS با دامنه مؤلفه رسیده در ۸ نانوثانیه ناهمبسته، با مؤلفه ۱۶ نانوثانیه همبسته با ضریب منفی و با مؤلفه‌هایی که بعد از ۲۵ نانوثانیه می‌رسند نیز ناهمبسته بوده‌است. در حالتی که مؤلفة LOS وجود ندارد دامنه‌ها برای تأخیر اضافه بزرگتر از ۲۵ نانوثانیه ناهمبسته می‌شوند.
نتیجه‌گیری کلی این بوده‌است که دامنة مؤلفه‌ها تنها در صورتی‌که با فاصلة کمتر از ۱۰۰ نانوثانیه از یکدیگر برسند همبسته هستند. آنالیز داده‌های جمع‌آوری شده از دو ساختمان اداری در همبستگی بین دامنه مؤلفه‌های چند مسیری مجاور در یک پروفایل نشان داده‌است که ضرایب همبستگی معمولاً بین ۰٫۲ تا ۰٫۳ قرار دارند.

## دیگر مباحث مربوط به کانال
1. تغییرات زمانی کانال: به دلیل حرکت افراد و وسایل در اکثر محیط‌های داخل ساختمان، کانال داخل ساختمان ایستان نیست. به عبارتی آمارگان کانال داخل ساختمان حتی در صورت ثابت بودن مکان فرستنده و گیرنده با گذشت زمان تغییر می‌کند. این موضوع در فیلتر متغیر با زمان رابطة نیز رعایت شده‌است. تجزیه و تحلیل چنین کانال متغیر با زمانی بسیار دشوار است. به همین دلیل اکثر آزمایش‌های بررسی کانال با فرض ایستان بودن کانال صورت پذیرفته‌است.
2. افت مسیر مقیاس بزرگ: مدل پاسخ ضربه برای مشخصه‌سازی کانال در سطح میکروسکوپی مناسب است، اما برای مشخصه‌سازی کانال در سطح ماکروسکوپی باید از مدل‌های افت مسیر استفاده نمود. اطلاعات افت مسیر در تعیین منطقة پوشش آنتن و تعیین بهترین مکان نصب آنتن‌ها بسیار مهم است. کانال داخل ساختمان افت مسیر بسیار شدیدتری در مقایسه با کانال‌های موبایل نشان می‌دهد. به علاوه تغییرات وسیع در افت مسیر در فواصل بسیار کوتاه نیز در داخل ساختمان بسیار محتمل است. به دلیل پیچیدگی افت مسیر در داخل ساختمان هیچ مدل جهان شمولی در این زمینه وجود ندارد.
3. گسترش تأخیر میانگین و گسترش تأخیر rms: مقدار عددی گسترش تأخیر میانگین و گسترش تأخیر rms به اندازه و نوع ساختمان، وجود یا عدم وجود LOS، و… بستگی دارد. مقادیر گزارش شده برای گسترش تأخیر میانگین بین ۲۰ تا ۵۰ نانوثانیه برای ساختمان‌های اداری کوچک و متوسط، بین ۳۰ و ۳۰۰ نانوثانیه برای چندین محیط کارخانه‌ای، زیر ۱۰۰ نانوثانیه برای محیط‌های دانشگاهی، کمتر از ۱۶۰ نانوثانیه برای یک محیط محفوظ، کمتر از ۸۰ نانوثانیه برای یک محیط اداری، زیر ۱۲۰ نانوثانیه برای یک محیط اداری بزرگ و تا ۲۰۰ نانوثانیه برای چند محیط اداری بزرگ دیگر بوده‌است.